# NGC 3931
NGC 3931 (ook wel NGC 3917A) is een elliptisch sterrenstelsel in het sterrenbeeld Grote Beer. Het hemelobject werd op 12 april 1789 ontdekt door de Duits-Britse astronoom William Herschel.

## Synoniemen
- NGC 3917A
- ZWG 269.9
- UGC 6925
- NPM1G +52.0151
- MCG 9-20-11
- ZWG 268.96
- PGC 37073